# 7127 Stifter
7127 Stifter este un asteroid din centura principală de asteroizi.

## Descriere
7127 Stifter este un asteroid din centura principală de asteroizi. A fost descoperit pe 9 septembrie 1991 la Tautenburg de Freimut Börngen și Lutz Dieter Schmadel. Asteroidul prezintă o orbită caracterizată de o semiaxă mare de 3,08 ua, o excentricitate de 0,23 și o înclinație de 8,6° în raport cu ecliptica.